# 河内長野市立文化会館

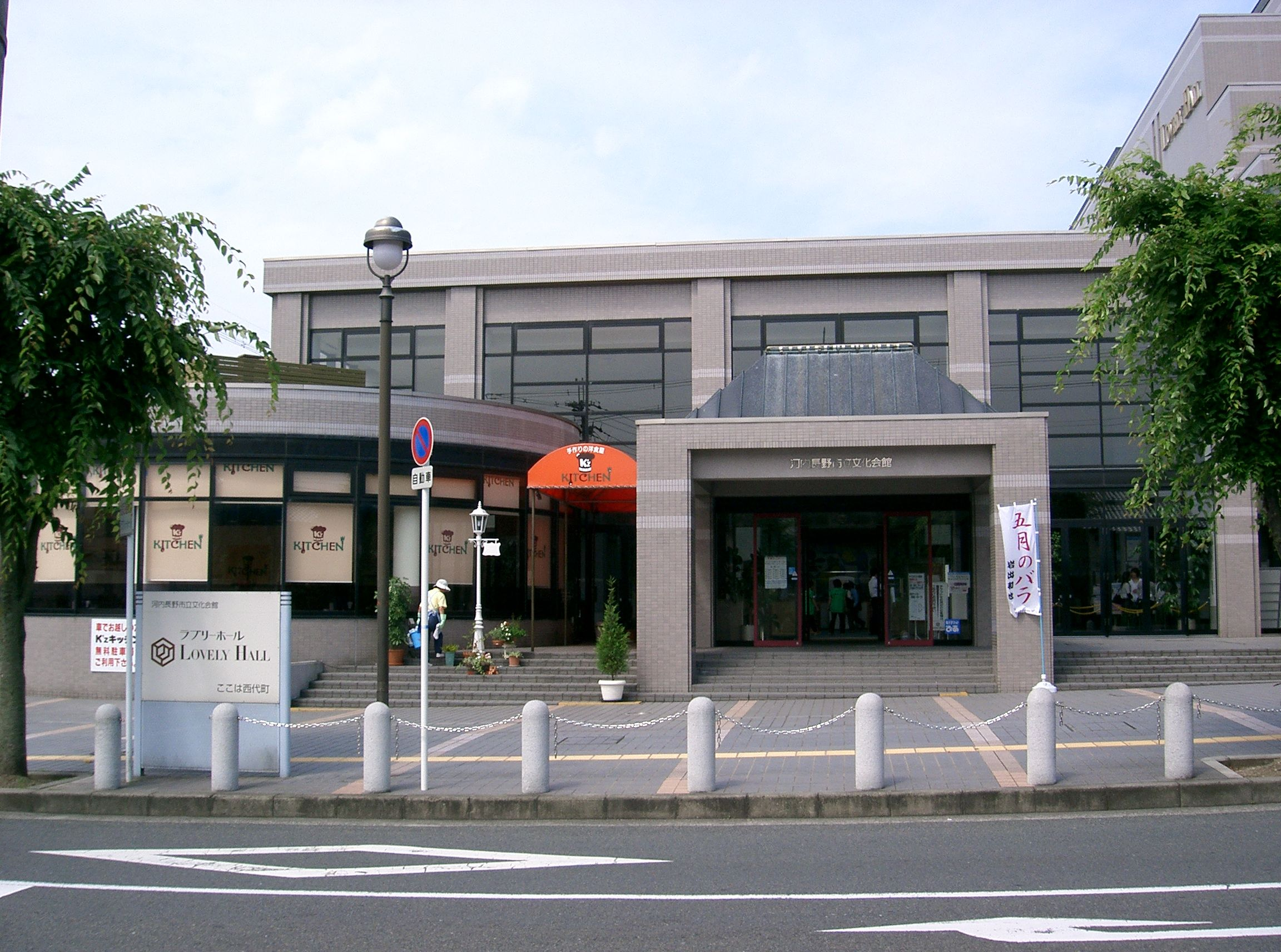
ラブリーホール正面口

河内長野市立文化会館（かわちながのしりつぶんかかいかん Kawachinagano Civic Cultural Hall）は大阪府河内長野市にある多目的ホール。愛称は「ラブリーホール」で、河内長野市立文化会館という名称での認知度は低い。
一般的には市のイベントに使用されるほか、市内の学校などの演劇やコンサートの会場として利用されている。一般団体の利用申し込みもでき、市外からの著名なイベントや公演も行われている。
指定管理団体は、公益財団法人河内長野市文化振興財団。
同財団は、地域の文化振興事業として、さまざまな公演を主催するほか、河内長野マイタウンオペラ、かわちながの世界民族音楽祭、ラブリー・ハロウィーン in かわちながのなどを開催、また、プロのアーティストを講師に招いて、河内長野ラブリーホール合唱団やミュージカルスクール、のこぎり音楽教室、フィドル教室などの運営も行っている。
なお、ラブリーホールは旧河内長野市役所が現市役所に移転する際に建設された。

## 概要
- 施設

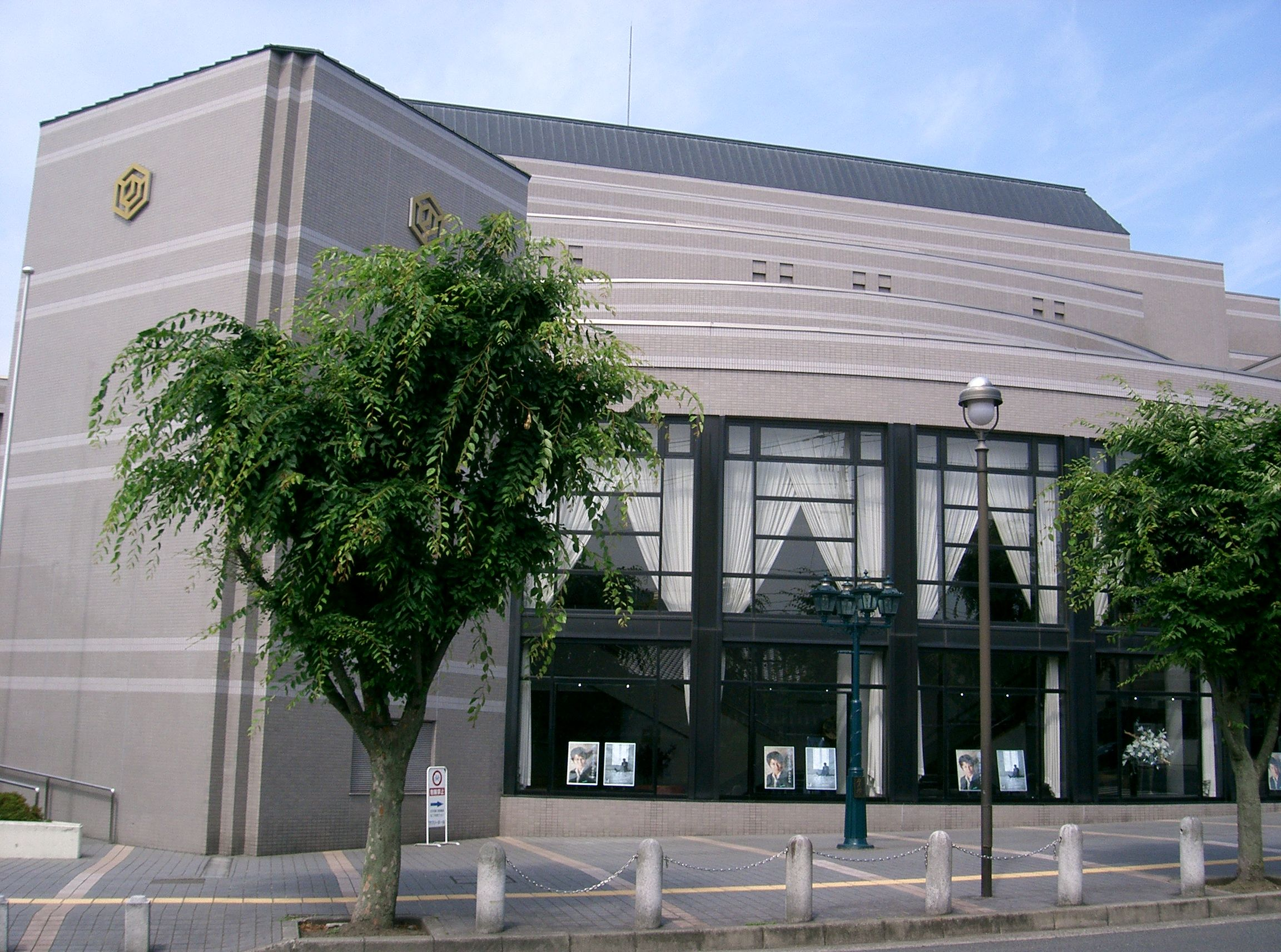
ラブリーホール北側

  - 1階 : 大ホール（1階:798席、2階:510席）、小ホール（464席）、レストラン
  - 2階 : 和室、会議室
  - 地下1階 : ギャラリー、リハーサルルーム、レッスンルーム、録音室
- 開館時間 : 9:00 - 22:00
- 休館日 : 毎週月曜日（祝日の場合は開館。翌平日が休館日）及び年末年始（12月29日～1月3日）

## 交通
- 南海高野線および近鉄長野線 河内長野駅から徒歩約7分。
- 南海バス 「ラブリーホール前」バス停または「西代町南」バス停下車すぐ。
- モックルコミュニティバス 「ラブリーホール前」バス停下車すぐ。